# Мухаммед Канно
Мухаммед Канно (араб. محمد كنو‎, 22 сентября 1994) — саудовский футболист, центральный полузащитник клуба «Аль-Хиляль» и сборной Саудовской Аравии.

## Клубная карьера
Мухаммед Канно начинал свою футбольную карьеру в саудовском клубе «Аль-Иттифак». 30 августа 2013 года он дебютировал в саудовской Про-лиге, выйдя на замену в середине первого тайма домашнего матча против «Аль-Хиляля». 21 сентября того же года Мухаммед Канно забил свой первый гол в рамках Про-лиги, выведя свою команду вперёд в счёте в гостевой игре с «Аль-Таавуном». В матче второго круга всё с тем же «Аль-Таавуном» он сделал дубль. По итогам того сезона «Аль-Иттифак» вылетел из Про-лиги, и Канно с командой провёл два года в Первом дивизионе.
Летом 2017 года Мухаммед Канно перешёл в саудовский «Аль-Хиляль».

## Карьера в сборной
25 декабря 2017 года Мухаммед Канно дебютировал в составе сборной Саудовской Аравии в матче против команды ОАЭ, проходившем в рамках Кубка Залива в Кувейте, выйдя в основном составе. 15 мая 2018 года он забил свой первый гол за национальную сборную, отметившись в товарищеской игре с Грецией.

## Достижения
«Аль-Хиляль»
- Чемпион Саудовской Аравии (1): 2017/18